# مديرية جبل مراد

تعديل مصدري - تعديل

مديرية جبل مراد إحدى مديريات محافظة مأرب في شرق اليمن. بلغ عدد سكانها 10280 نسمة عام 2004.

موقع مديرية جبل مراد في محافظة مأرب